# Horst Wende
Horst Wende (* 5. November 1919 in Zeitz; † 23. Januar 1996 in Hamburg) war ein deutscher Orchesterleiter, Komponist, Arrangeur und Akkordeonist. Er trat auch unter den Pseudonymen Roberto Delgado, Die Akkordeon Melodiker und Mister Pepper auf.

## Biografie
Wende wirkte schon im Alter von sechs Jahren in der Tanzkapelle seines Großvaters mit. Er spielte Klavier, Akkordeon, Xylophon sowie Marimba. Nach seinem Abitur studierte er am Landeskonservatorium der Musik in Leipzig. Wende war eng mit den Tanzmusikern Heinz Gerlach, Heinz Munsonius und Helmut Zacharias verbunden, bis er im Zweiten Weltkrieg als Soldat eingezogen wurde. Gegen Ende des Krieges lernte er in einem britischen Gefangenenlager in Dänemark den Gitarristen Ladi Geisler kennen, mit dem er eine Band zusammenstellte.
Nach dem Krieg ließ sich Wende in Hamburg nieder, wo er mit Geisler (Gitarre), Hans Bekker (Schlagzeug) und Franz Rasch (Kontrabass) ein Quartett gründete, in dem er Akkordeon spielte. Im Vergnügungsviertel St. Pauli fanden sie mit aktuellen amerikanischen Hits schnell ein begeistertes Publikum. Wende arbeitete unter anderem mit Edmundo Ros und dem noch unbekannten Freddy Quinn zusammen.

Schellackplatte Heimweh von Freddy Quinn und den Horst Wende Tanz-Solisten, 1956

1950 wurde Wende, der praktisch alle populären Stilrichtungen beherrschte, von der Plattenfirma Polydor entdeckt. Dort nahm er, zumeist mit einer kleinen Besetzung, zahlreiche eigene Singles auf. Außerdem begleiteten Horst Wende und seine Tanz-Solisten namhafte Interpreten wie Lale Andersen, Melitta Berg, Bully Buhlan, Margot Eskens, Renée Franke, Gerhard Gregor, Monika Grimm, Friedel Hensch und die Cyprys, Udo Jürgens, Lonny Kellner, René Kollo, Detlev Lais, Danny Mann und Peter Steffen bei deren Schallplattenaufnahmen. 1956 nahm er mit Freddy Quinn den Titel Heimweh (Dort wo die Blumen blüh’n) auf. Die deutsche Version des US-amerikanischen Hits Memories Are Made of This hielt sich 14 Wochen auf dem ersten Platz der deutschen Charts. In den 1960er Jahren arbeitet Wende unter anderem mit Knut Kiesewetter zusammen.
1954 erschien erstmals eine Single von Wende unter dem Pseudonym Roberto Del Gado, das später in Roberto Delgado geändert wurde. Unter diesem Namen spielte Wende mit Studio-Orchestern vor allem Instrumental-Titel mit südamerikanischen Rhythmen sowie Cover-Versionen aktueller Hits ein. Außerdem wurden ganze Langspielplatten von Delgado Kompositionen aus Skandinavien, Russland, Griechenland, Israel und anderen Ländern gewidmet. Neben seinem Weggefährten Ladi Geisler wirkten namhafte Studiomusiker aus den Orchestern von Bert Kaempfert, Alfred Hause und James Last an den Produktionen mit. In den 1960er und 1970er Jahren fanden die Musikalben von Roberto Delgado im In- und Ausland großen Absatz. Zu seinen größten Single-Hits gehörten Mexico (1962) und Letkiss (1964). Parallel dazu erschienen weiterhin Schallplatten unter seinem eigenen Namen, die vor allem Polka- und Stimmungsmusik enthalten.
Wende, der sich Anfang der 1980er ins Privatleben zurückzog, starb am 23. November 1996 in seinem Wohnort Hamburg und wurde auf dem Friedhof Bergstedt beigesetzt. Im Zuge des Easy-Listening-Revivals sind seit Ende der 1990er Jahre immer wieder Aufnahmen von Horst Wende alias Roberto Delgado auf CD erschienen.

## Diskografie (Auswahl)
Label Polydor, wenn nicht anders angegeben

### Horst Wende

#### Singles
(A-Seite / B-Seite)
- Mit Schwung und Rhythmus (1. Teil) / Mit Schwung und Rhythmus (2. Teil) (1953)
- Tanzende Finger / Rosemarie-Polka (1954)
- Eine Polka voller Schwung / Weltenbummler-Polka (1954)
- Quecksilber-Polka / Schabernack (1954)
- Amorada / Baiao Cacula (1954)
- Taxi-Polka / Kirmes-Polka (1954)
- Gladiatoren-Dixie / Zickzack-Dixie (1954)
- Böhmische Polka / Im Gänsemarsch (1954)
- Das sind die Nächte von Rio / Robinson-Mambo (1954)
- Solisten-Parade / Bambus-Boogie (1954)
- Tip-Top (1. Teil) / Tip-Top (2. Teil) (1955)
- Mexiko-Mambo / Loca-Rumba (1955)
- Hein Mück / Hoppla-Hopp (1955)
- Tip-Top 2 (1. Teil) / Tip-Top 2 (2. Teil) (1955)
- The Banana Boat Song / Little Darling (1957)
- Lichtensteiner Polka / Rosemarie-Polka (1958)
- Davon träumen die Mädchen / Wenn die Jeanne aus Lausanne (1958)
- Maruschka / Engadin-Polka (1958)
- Toreo fino / Pfennig-Polka (1959)
- Die sind Tip-Top! (1. Teil) / Die sind Tip-Top (2. Teil) (1959)
- Die sind Tip-Top 2 (1. Teil) / Die sind Tip-Top 2 (2. Teil) (1959)
- Die sind Tip-Top 3 (1. Teil) / Die sind Tip-Top 3 (2. Teil) (1960)
- Schifferklavier-Mambo / Damenwahl-Boogie (1960)
- Die sind Tip-Top 4 (1. Teil) / Die sind Tip-Top 4 (2. Teil) (1963)
- Drina-Marsch / Guapa (1963)
- Schlagerrennen (1. Teil) / Schlagerrennen (2. Teil) (1964)
- Rosamunde / Wien bleibt Wien (1964)
- Hit-Harmonica (1. Teil) / Hit-Harmonica (2. Teil) (1967)
- Hit-Harmonica 2 (1. Teil) / Hit-Harmonica 2 (2. Teil) (1968)
- Hit-Harmonica 3 (1. Teil) / Hit-Harmonica 3 (2. Teil) (1969)
- Der neue Tanz / Accordeon (1971)

#### EPs
- Eine Polka voller Schwung / Weltenbummler Polka / Böhmische Polka / Im Gänsemarsch (1955)
- Mambo und Baiao (1956)
- Tip Top (1956)
- Alles tanzt Calypso (1957)
- Im strikten Tanz-Rhythmus – Blues - Boogie (1961)
- Im strikten Tanz-Rhythmus – Rumba - Bolero (1961)
- Im strikten Tanz-Rhythmus – Foxtrott (1961)
- Im strikten Tanz-Rhythmus – Tango (1961)
- Im strikten Tanz-Rhythmus – Langsamer Walzer (1961)
- Im strikten Tanz-Rhythmus – Walzer (1961)
- Im strikten Tanz-Rhythmus – Cha-Cha (1961)
- Im strikten Tanz-Rhythmus – Samba (1961)
- Im strikten Tanz-Rhythmus – Bossa Nova (1962)

#### LPs
- Hopsassa – It’s Polka! (1955)
- Oriental Caravan (1957, Decca)
- Love Letters (1959)
- Africana (1960)
- Blaue Nacht am Hafen (1960)
- Bei Pfeiffers ist Ball (1962)
- Accordeon à la carte (1966)
- Happy Harmonica (1967)
- Wenn das Schifferklavier an Bord ertönt (1968)
- Accordeon à la carte Vol. 2 (1969)
- Wir stehen auf Akkordeon (1972)
- Wir stehen auf Akkordeon Folge 2 (1974)
- Akkordeon Schlagerparade (1976)
- Akkordeon Schlagerparade 2 (1976)
- Die große aktuelle Hammond Schlager-Parade (1977)

### Roberto Delgado

#### EPs
- Das ist Letkiss (1964; 78 594)

#### LPs
- Romance Em Veneca (1957)
- Dance to Delgado (1960)
- Along Mexican Highways (1962)
- Delgado Hits Pan-Americana (1962)
- Tanz in der Taverne (1962)
- Latin Americana (1963)
- Night Club Dancing (1964)
- Olé Roberto Delgado (1964)
- Blue Hawaii (1965)
- Camino De Mexico (1965)
- Caramba (1965)
- Letkiss (1965)
- Night Club Dancing Vol. 2 (1965)
- South of the Border (1965)
- Blue Hawaii 2 (1966)
- Delgado Dancing (1966)
- Italian Romance (1966)
- Show Dancing (1966)
- Tanz durch’s Musical-Wunderland (1966)
- Festival Mejicano (1967)
- Caramba 2 (1967)
- Holiday in Israel (1967)
- Dancing Rebecca (1968)
- Holiday in Scandinavia (1968)
- Latino Dancing (1968)
- Marimba à la carte (1968)
- Spanish Eyes (1968)
- Tanz im Weißen Rössl (1968)
- Acapulco Holiday (1969)
- Hits à la carte (1969)
- Latin à la carte (1969)
- Latin Rendezvous with Roberto Delgado (1969)
- Calypso à la carte (1970)
- Caramba 3 (1970)
- Hawaiian Nights (1970)
- Latin Flutes (1970)
- Samba Caramba South America Olé (1970)
- This is Reggae (1970)
- Vibraphone à la carte (1970)
- African Dancing (1971)
- South America Let’s Dance (1971)
- Latin Special ’72 (1972)
- Fiesta for Dancing (1973)
- Happy South America (1973)
- Die Bouzouki klingt... (1974)
- Dance Time with Roberto Delgado (1974)
- Fiesta for Dancing Vol. 2 (1975)
- South America My Love (1975)
- 20 South America Dancing Hits (1975)
- Die Bouzouki klingt... Vol. 2 (1976)
- Latin Rhythms (1976)
- Buenos Dias Olé (1977)
- Caramba 2000 (1977)
- Concerto D’Aranjuez (1977)
- Fiesta for Dancing Vol. 3 (1977)
- Fiesta for Dancing Vol. 4 (1977)
- Die Balalaika klingt... (1978)
- Hits á la Fiesta (1978)
- Music Box Dancer (1978)
- Da Capo Roberto (1979)
- Roberto Delgado Meets Kalinka (1979)
- Jamaica Disco (1979)
- Fiesta Colombiana (1980)
- Tanz unter tropischer Sonne (1980)
- Blue Tropical (1981)
- Drops (1967)

#### CDs
- El Humahuaqueno (Polydor compilation P30P-20010 - Japan)
- 20 South America Dancing Hits (Polydor compilation 841 110-2 - 1977 - Canada)
- Ein Prosit der Gemütlichkeit - 100 Fröhlichmacher am laufenden Band (Karussell 841 633-2 - 1984 - Germany) Name Horst Wende (Arrangement) nur auf der Inlay-Card!
- Happy South America CD Gala (Polydor 2CD compilation 843 693-2 - 1990 - The Netherlands)
- The Happy Holiday Collection (Polydor 2CD 519 926-2 - 1993 - CD1: Griechenland-Compilation (1974/1976) / CD2: Caramba 2000 (1977) - The Netherlands)
- Lounge Legends (Polydor compilation 549 877-2 - 2001 - Germany)
- Autour du monde (XXI compilation CD 2 1672 - 2009 - Canada)
- Fiesta (For Dancing) (1973) / Fiesta For Dancing (2) (1975) (2on1 - Vocalion CDLK 4444 - 2011 - United Kingdom)
- Blue Hawaii (1964) / Blue Hawaii volume 2 (1969) (2on1 - Vocalion CDLK 4490 - 2013 - United Kingdom)
- Jamaica-Disco (1979) / Tanz unter tropischer Sonne (1980) / Dancing Queen (1977) alias Fiesta For Dancing Vol.3 (3on2 - Vocalion 2CDLK 4522 - 2014 - England)

#### Singles
- Ve se gostas / Cariocina (1954), als Roberto del Gado
- Trudie / Rosita (1958)
- Lissabon / Mondscheinfahrt (1959)
- Pepito / Mexico (1961)
- Jambalaya / The Lion Sleeps Tonight (1962)
- Auf Wiedersehn, Marleen / Percolator (1962)
- Little Girl of Mexico / La Ragazza (1962)
- Letkiss / Letkajenkka (1964)
- Glühwürmchen / Happy Jenka (1965)
- Schwedenmädel / Esko-Jenka (1965)
- Mexican Letkiss / Sin-Kiss (1965)
- Happy End / Rummel-Bummel (1966)
- Vranjanka / Myrthia (1966)
- Music to Watch Girls By / Las Alazanas (1967)
- Camp / Bond Street Doodle (1968)
- El Condor Pasa / Tabasco (1970)
- Paloma Blanca / Lindia (1975)
- Dolannes Melodie / Morning Sky (1975)

## Auszeichnungen für Musikverkäufe
| Platin-Schallplatte - Kanada - 1978: für das Album Bouzouki |

| Land/RegionAuszeichnungen für Musikverkäufe (Land/Region, Auszeichnungen, Verkäufe, Quellen) | Gold | Platin  | Verkäufe | Quellen         |
| -------------------------------------------------------------------------------------------- | ---- | ------- | -------- | --------------- |
| Kanada (MC)                                                                                  | —    | Platin1 | 100.000  | musiccanada.com |
| Insgesamt                                                                                    | —    | Platin1 |          |                 |

## Lexikalischer Eintrag
- Jürgen Wölfer: Jazz in Deutschland. Das Lexikon. Alle Musiker und Plattenfirmen von 1920 bis heute. Hannibal, Höfen 2008, ISBN 978-3-85445-274-4.